# Nakarin Atiratphuvapat
Nakarin Atiratphuvapat (Khon Kaen, 17 gennaio 1996) è un pilota motociclistico thailandese.

## Carriera

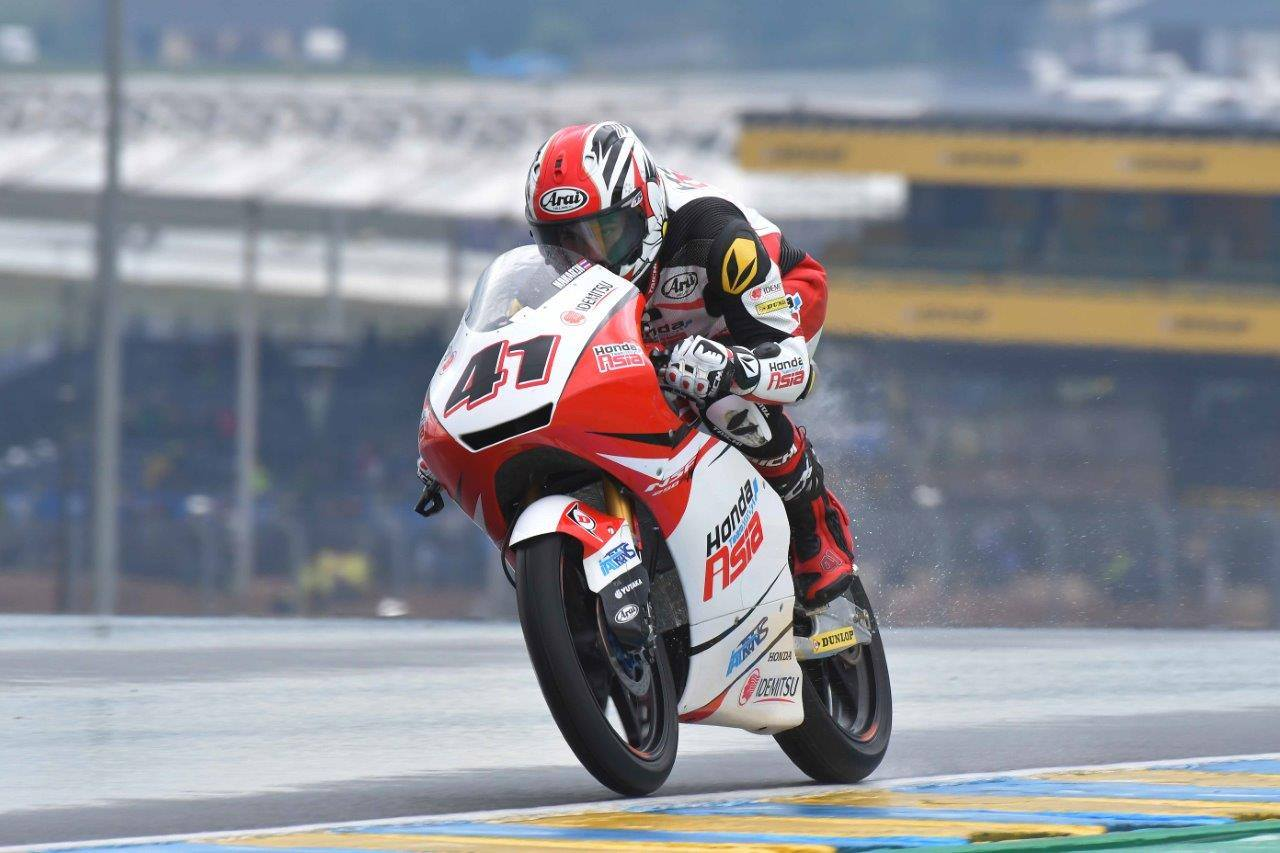
Atiratphuvapat in pista in occasione del Gran Premio di Francia del 2017.

Nato a Khon Kaen, in Thailandia, nel 1996, nel 2014 arriva 8º nell'Asia Talent Cup, con 2 pole position, migliorandosi l'anno successivo con un 5º posto e 2 vittorie.
Nel 2016 passa nel campionato FIM CEV nella classe Moto3, arrivando 17º con 33 punti conquistati.
Nel 2017 debutta nel motomondiale, in Moto3, con una Honda NSF250R del Honda Team Asia, con compagno di squadra il giapponese Kaito Toba. Ottiene come migliore risultato un 10º posto in Repubblica Ceca, andando a punti anche a Le Mans, Silverstone e Motegi. Termina con 16 punti, arrivando 25º nella classifica finale. Viene riconfermato anche per la stagione successiva, conclusa al 29º posto con 12 punti e con un ottavo posto in Comunità Valenciana come miglior risultato in gara.
Terminata l'esperienza in Moto3, prosegue la sua carriera nell'Asian Road Racing Championship gareggiando sia nella categoria Supersport che in Superbike ottenendo piazzamenti a podio e vittorie. Nel 2025 ha l'opportunità di gareggiare in Moto2: è infatti chiamato a sostituire l'Indonesiano Mario Aji infortunatosi, in occasione del Gran Premio d'Aragona. Porta a termine le gara al di fuori della zona punti.

## Risultati nel motomondiale
| 2017 | Classe | Moto  |    |    |    |    |    |    |    |    |    |    |     |    |     |     |    |    |    |    |  |  |  |  | Punti | Pos. |
| ---- | ------ | ----- | -- | -- | -- | -- | -- | -- | -- | -- | -- | -- | --- | -- | --- | --- | -- | -- | -- | -- |  |  |  |  | ----- | ---- |
| 2017 | Moto3  | Honda | 18 | 24 | 24 | 21 | 13 | 24 | 21 | 18 | 23 | 10 | Rit | 14 | Rit | Rit | 11 | 17 | 18 | 21 |  |  |  |  | 16    | 25º  |

| 2018 | Classe | Moto  |    |    |    |    |    |    |    |    |     |    |    |    |    |    |     |    |    |    |   |  |  |  | Punti | Pos. |
| ---- | ------ | ----- | -- | -- | -- | -- | -- | -- | -- | -- | --- | -- | -- | -- | -- | -- | --- | -- | -- | -- | - |  |  |  | ----- | ---- |
| 2018 | Moto3  | Honda | 18 | 18 | 23 | 19 | 20 | 25 | 14 | 22 | Rit | 16 | 28 | AN | 18 | 24 | Rit | 21 | 18 | 14 | 8 |  |  |  | 12    | 29º  |

| 2025 | Classe | Moto  |  |  |  |  |  |  |  |    |    |     |  |  |    |  |  |  |  |  |  |  |  |  | Punti | Pos. |
| ---- | ------ | ----- |  |  |  |  |  |  |  | -- | -- | --- |  |  | -- |  |  |  |  |  |  |  |  |  | ----- | ---- |
| 2025 | Moto2  | Kalex |  |  |  |  |  |  |  | 24 | 25 | Rit |  |  | 25 |  |  |  |  |  |  |  |  |  | 0     |      |

| Legenda | 1º posto        | 2º posto            | 3º posto            | A punti      | Senza punti        | Grassetto – Pole position Corsivo – Giro più veloce |
| Legenda | Gara non valida | Non qual./Non part. | Ritirato/Non class. | Squalificato | '-' Dato non disp. | Grassetto – Pole position Corsivo – Giro più veloce |